# Stygobromus putealis
Stygobromus putealis är en kräftdjursart som först beskrevs av Edward Morell Holmes 1909.  Stygobromus putealis ingår i släktet Stygobromus och familjen Crangonyctidae. IUCN kategoriserar arten globalt som sårbar. Inga underarter finns listade i Catalogue of Life.